# Mioma (Sátão)
Mioma es una freguesia portuguesa del municipio de Sátão. Según el censo de 2021, tiene una población de 1164 habitantes.